# リンクス指揮偵察車
リンクス指揮偵察車（リンクスしきていさつしゃ、英語: Lynx Command and Reconnaissance Vehicle）は、1960年代にアメリカ合衆国で開発され、カナダ軍やオランダ軍で採用された装軌式偵察戦闘車である。

## 概要

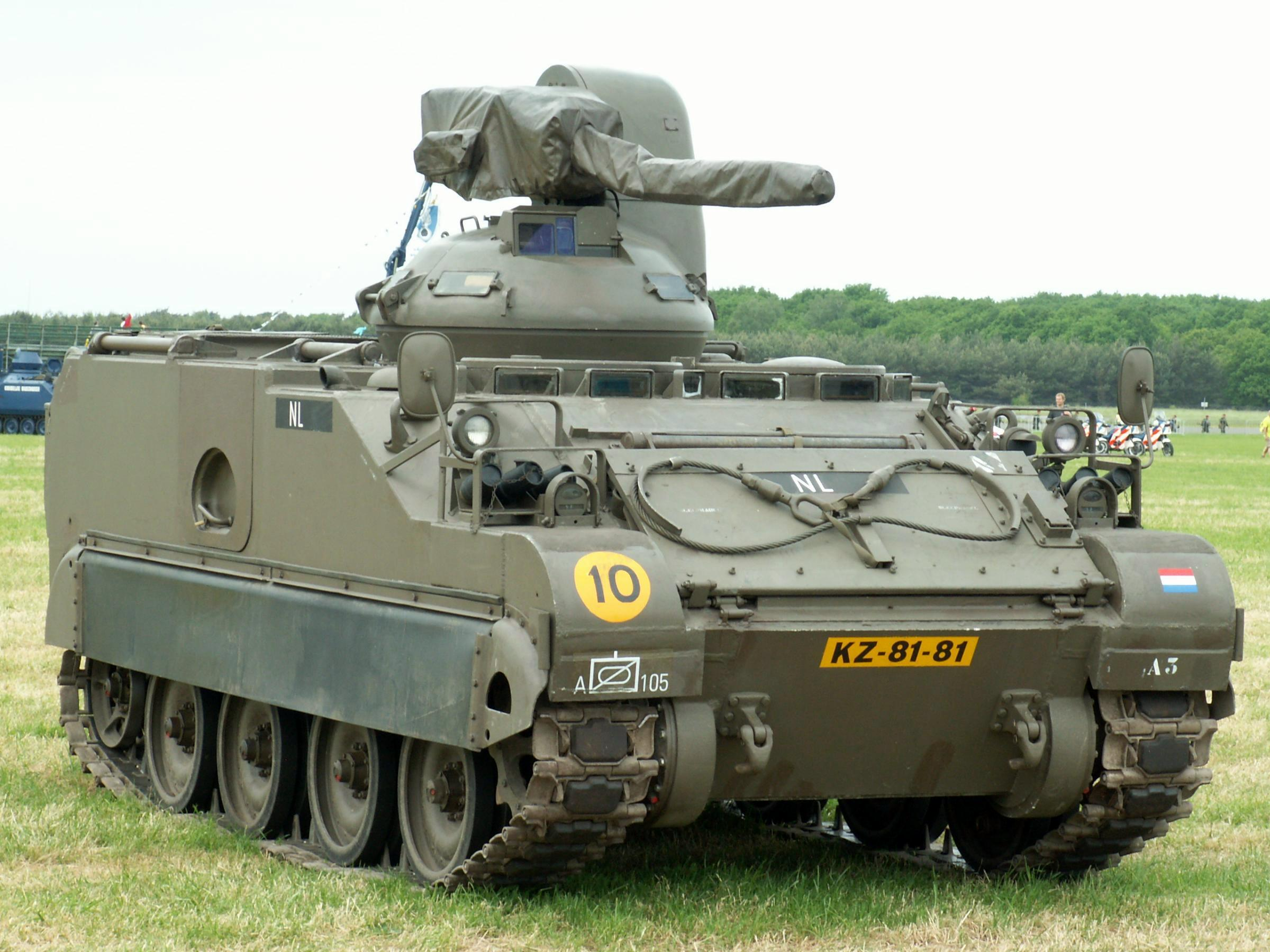
オランダ仕様のM113 C&V

リンクス指揮偵察車はM113 ½ Command and Reconnaissance Vehicle, M113 C&R という名称で、M113装甲兵員輸送車の製造を請け負っていたFMCコーポレーションによるプライベートベンチャーとして1963年に開発された。M113 C&Rは名称が示す通りM113の設計をベースに車体を小型・軽量化し、兵員輸送能力を持たない指揮/偵察戦闘車両として開発されており、アメリカ本国では同時期に開発されたM114装甲偵察車と競合する仕様であった。
アメリカ陸軍はM114を採用したためM113 C&Rは輸出市場で他国に提案され、オランダ陸軍、カナダ陸軍で採用された。オランダ軍はM113 C&V（英語: Commando & Verkenning, Verkenningは偵察の意）の名称で1966年から250両を配備した。カナダ軍はリンクス偵察車（英語: Lynx Reconnaissance Vehicle）の名称で1968年から174両を配備した。
オランダ仕様のM113 C&Vは車体の左前方に運転手、右前方に無線手兼7.62mm機銃手が位置し、中央後方に12.7mmブローニングM2重機関銃装備の車長用キューポラという配置になっていた。1970年代には車長用キューポラの装備がエリコンKBA 25mm機関砲に更新された。M113 C&Vは1990年代にオランダ軍から退役し、バーレーンやチリに輸出された。
カナダ仕様のリンクスでは、車体の左前方に運転手、右中央に車長用キューポラ、左後方に無線手兼7.62mm機銃手が位置していた。カナダ軍のリンクスは1990年代にコヨーテ偵察戦闘車によって更新された。